# Dorogoboezj
Dorogoboezj (Russisch: Дорогобуж) is een stad in de Russische oblast Smolensk. Het aantal inwoners ligt rond de 12.000. Dorogoboezj is tevens het centrum van het gelijknamige bestuurlijke rayon. De stad ligt aan de Dnjepr, ongeveer 125 kilometer ten oosten van Smolensk en 71 kilometer ten westen van Vjazma.
De eerste vermelding dateert uit 1150, in een document van de knjaz Rostislav. Men neemt aan dat de nederzetting eerst Dorogoboezjets (Дорогобужец) heette, naar het Oudslavische dorogi boezjat 'wegen plaveien'. Er is ook een andere etymologie: doroga v boezj 'weg naar de berg'.
Door de ligging aan de bovenloop van de Dnjepr, en door de nabijheid van de route Smolensk - Vjazma werd de stad een belangrijk handelscentrum en bleef dat ook lange tijd, totdat de Gouden Horde, op weg naar Smolensk, de stad in 1238 in de as legde. In de 15e eeuw werd Dorogoboezj bezet door de Litouwen. In 1614, gedurende de Tijd der Troebelen, werd de stad wederom verwoest; het verhaal wil dat slechts tien mensen het overleefden.
In 1667 kwam Dorogoboezj, als uitvloeisel van het Verdrag van Andrusovo met het Pools-Litouwse Gemenebest, aan Tsaardom Rusland toe.

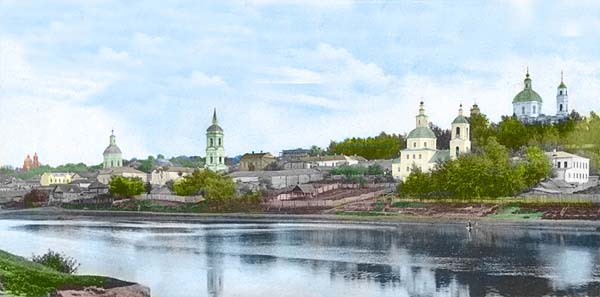
Gezicht vanaf de Dnjepr op Dorogoboezj, begin 20e eeuw

Bestuurlijk centrum: Smolensk 

Demidov · Desnogorsk · Dorogoboezj · Doechovsjtsjina · Gagarin · Jartsevo · Jelnja · Potsjinok · Roslavl · Roednja · Safonovo · Sytsjovka · Velizj · Vjazma